# ديفيد مكدونالد (سياسي)
ديفيد مكدونالد (بالإنجليزية: David McDonald)‏ هو قاضي ومحامي وسياسي أمريكي، ولد في 8 مايو 1803، وتوفي في 25 أغسطس 1869. انتخب عضو مجلس نواب إنديانا.